# 晋源基督教堂

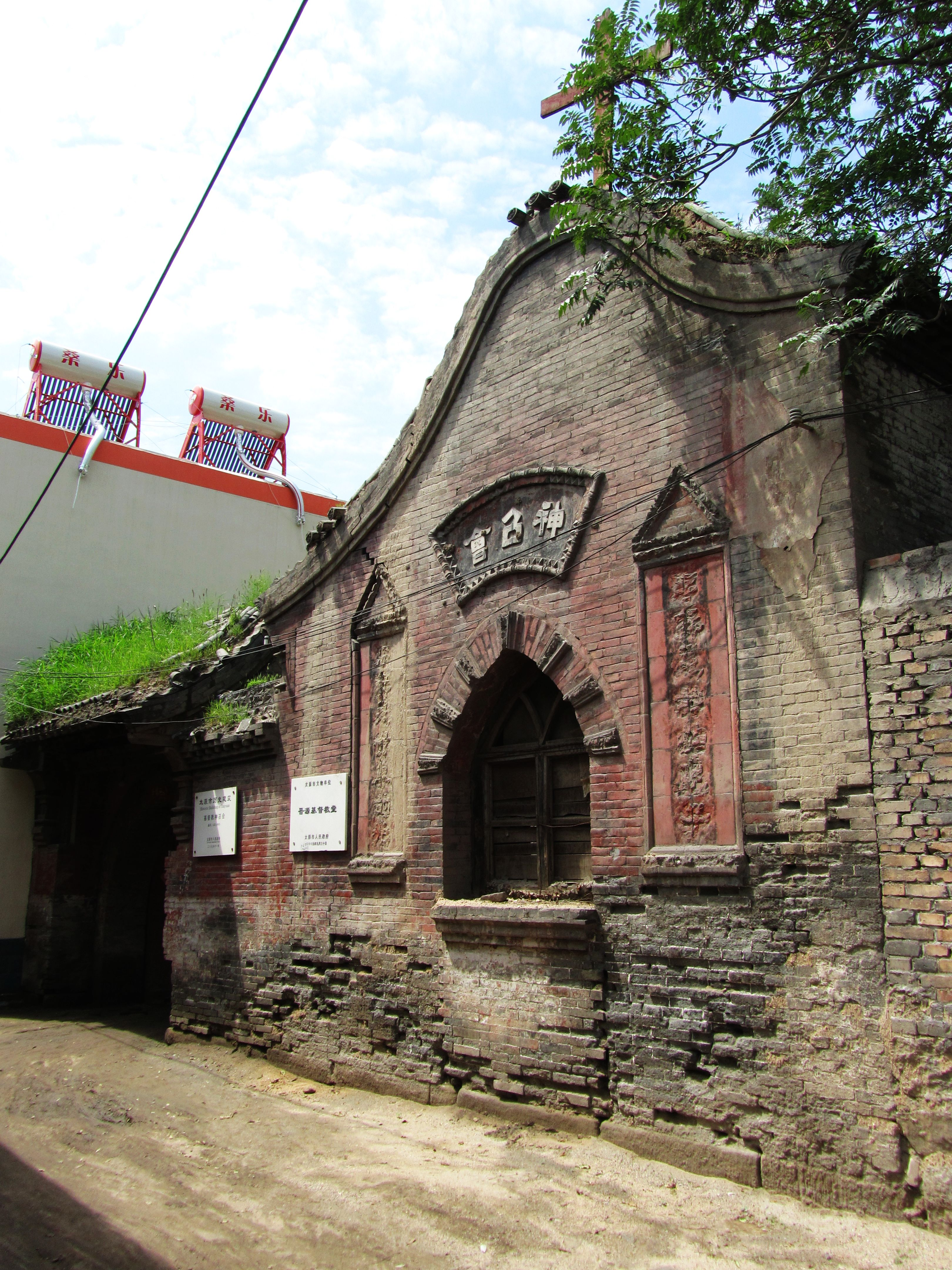
旧堂，又称基督教神召会

晋源基督教堂为位于中国山西省太原市晋源区明太原县城南街朱家巷、原财神庙南侧的一座前神召会教堂，最初由挪威教士达亚拿于民国二年（1913年）成立，后因信教者逐渐增多，牧师聂尔德等购置一所房屋及3亩空地，籍此建立了教堂。原有前、中、后3个院落，共房屋32间，现存前院临街礼拜堂和门楼。礼拜堂具有中西合璧的风格，临街有砖雕“神召会”扇形匾额及对联“耶稣是神的儿子，耶稣是世界的光”，2009年列入太原市第一批历史建筑名录。后院原为栽花、种菜、养蜂之处，2010年在院内修筑新堂。